# لا تخذلني (أغنية ذا تشينسموكرز)
«لا تخذلني (don't let me down)» هي أغنية أنتجها ثنائي الدي جي الأمريكي ذا تشينسموكرز. أُصدرت يوم 5 فبراير2016 من جانب دسرابتور و‌تسجيلات كولومبيا. تتضمن الأغنية غناءً من طرف المغنية الأمريكية دايا.
أصبحت أغنية «لا تخذلني» أول أغاني ذا شينسموكرز ودايا تصل إلى لائحة أفضل 5 أغاني في الولايات المتحدة بيلبورد هوت 100. كما وصلت الأغنية إلى لائحة أفضل 10 أغاني في عدة دول من بينها أستراليا والنمسا وكندا وألمانيا ونيوزيلندا والسويد والمملكة المتحدة.